# Sclerolinon
Sclerolinon es un género monotípico de plantas de flores perteneciente a la familia Linaceae. Su única especie: Sclerolinon digynum (A.Gray) C.M.Rogers, es originaria de Estados Unidos. Fue descrita por C.M.Rogers y  publicado en  Madroño 18(6): 182-184, f. 1- en el año 1966.

## Sinonimia
- Cathartolinum digynum (A. Gray) Small
- Linum digynum A.Gray basónimo[1]